# Ђинестрето (Пезаро и Урбино)
Ђинестрето је насеље у Италији у округу Пезаро и Урбино, региону Марке.
Према процени из 2011. у насељу је живело 241 становника. Насеље се налази на надморској висини од 253 м.